# بنی-شیداره
بِنی-شیداره (به ژاپنی: 紅枝垂桜 ベニシダレ beni-shidare) نام علمی
('Cerasus spachiana 'Pendula Rosea) نام یک نوع درخت ساکورای باغی است. از گروه ادوهیگان است با این تفاوت که شاخه‌های رو به بالا رشد می‌کنند اما شاخه‌های این درخت به صورت افشان یا به ژاپنی شیداره-زاکورا هستند. ویژگی مهم ساکورای این درخت بسته نشدن گل‌های آن است. میهاراتاکی-زاکورا در استان فوکوشیما معروفترین درخت بنی-شیداره در ژاپن است. قطر تنهٔ این درخت به ۹٫۵ متر می‌رسد.
- تعداد گلبرگ: ۵ عدد
- رنگ:صورتی کمرنگ
- قطر گل: ۲٫۴ تا ۳ سانتیمتر
- زمان گل‌دهی:اواخر ماه مارس
- محل نمونه:باغ گیاه‌شناسی جنگل تاما

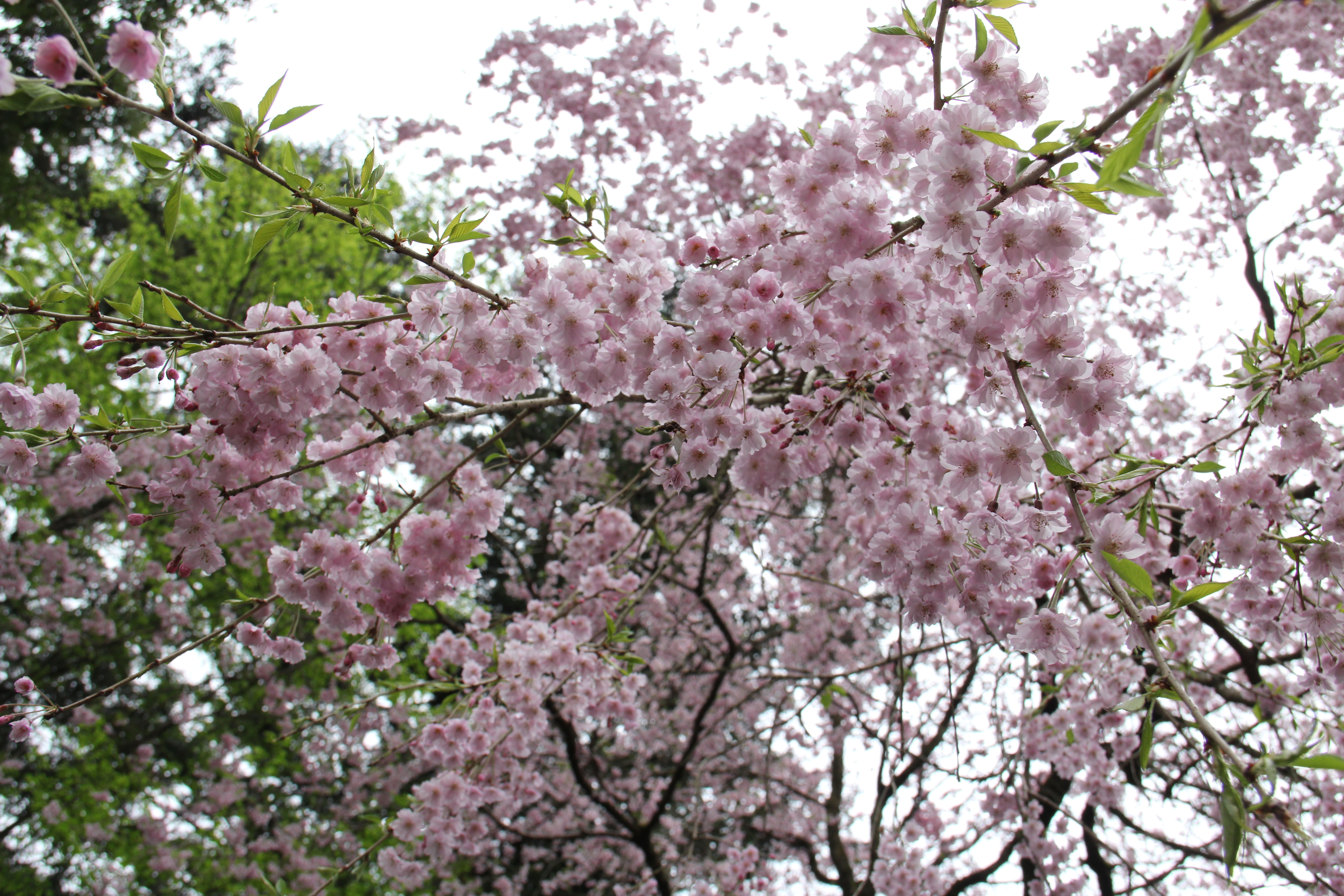